# Maisons les Papillons et les Marronniers
Les Maisons les Papillons et les Marronniers sont deux maisons jumelles de style Art nouveau construites à Spa en Province de Liège (Belgique).

## Situation
Ces maisons se trouvent aux n° 31 et 33 de la place des Écoles dans le centre de Spa. Elles furent construites en 1905 par Arthur Noël . 
Sur la même place, au n° 23, on peut découvrir une autre maison de style Art nouveau. Il s'agit de la Maison Rayon de Soleil construite en 1908 par le même Arthur Noël.

## Description
Les maisons géminées les Papillons et les Marronniers, quoique de dimensions et de matériaux similaires et d'un agencement de baies et de travées identiques bien qu'inversé, marquent leur différence au niveau du premier étage où la présence d'un bow-window en bois peint en blanc complète la façade de la seule maison les Papillons.
L'ornementation de ces maisons vaut par la présence de plusieurs panneaux en terre cuite sur lesquels ont été dessinés dans un style naïf le nom de la maison et son illustration. Ces panneaux se trouvent au-dessus de la baie d'imposte du rez-de-chaussée et des baies du second étage.
On remarquera aussi la présence de petits bois et de vitraux à la partie supérieures de la plupart des baies vitrées. Le dessin en courbe de ces petits bois est plus original sur la baie d'imposte. Les corniches sont proéminentes avec des modillons de grandeurs différentes.

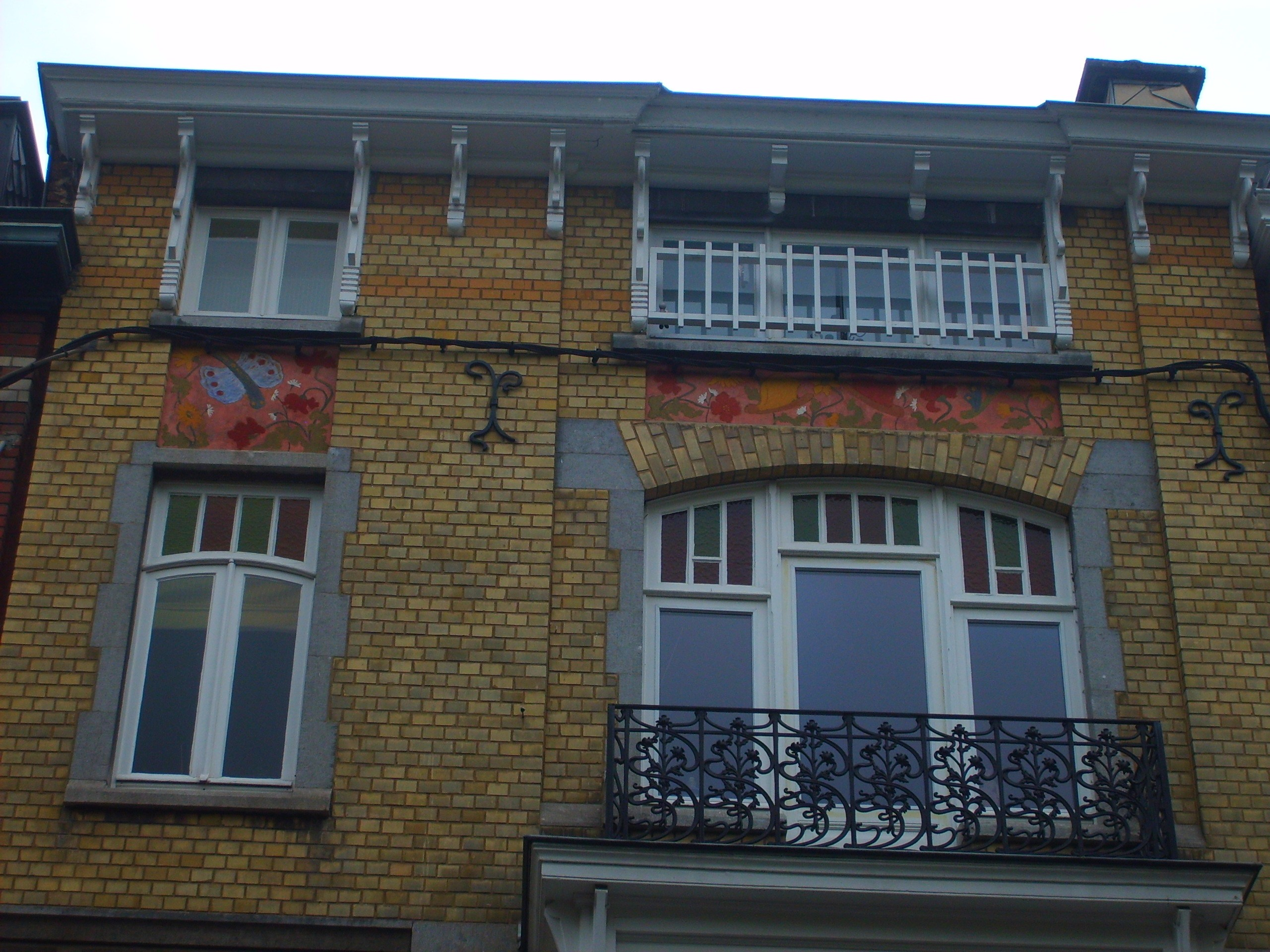
Maison les Papillons

## Sources et liens externes
- http://spw.wallonie.be/dgo4/site_ipic/index.php/fiche/index?sortCol=2&sortDir=asc&start=0&nbElemPage=10&filtre=&codeInt=63072-INV-0099-01
- http://spw.wallonie.be/dgo4/site_ipic/index.php/fiche/index?sortCol=2&sortDir=asc&start=0&nbElemPage=10&filtre=&codeInt=63072-INV-0098-01